# Thalía (szólólemez, 1990)
A Thalía a mexikói énekesnő 1990-ben megjelent bemutatkozó szólólemeze Mexikóban és Latin-Amerika országaiban, a Fonovisa kiadótól. A producer a néhány évvel később elhunyt Alfredo Díaz Ordaz, egyben az énekesnő első nagy szerelme volt. Az album 1980-as évekbeli pop-rockból és balladákból áll. A Saliva és Un pacto entre los dos című kislemezei óriási vitákat váltottak ki agresszív szövegei miatt (a rádióban be is tiltották őket), mivel Mexikóban ebben a korszakban még szigorú tabutéma volt a szexualitásról nyilvánosan beszélni és énekelni. Mindemellett igen sikeresek voltak, s ma Thalía klasszikusainak számítanak.

## Az album dalai
1. El baile del perros y los gatos – „A kutyák és a macskák tánca” 5:30
2. Libertad de expresión – „Szólásszabadság” 4:23
3. Amarillo azul – „Sárga kék” 3:49
4. Aeróbico 3:23
5. Pienso en ti – „Rád gondolok” 4:47
6. Saliva – „Nyál” 3:14
7. Un pacto entre los dos – „Egy paktum kettőnk között” 3:19
8. Talismán (Thali’s Man) – „Talizmán” 5:05
9. El poder de tu amor – „A szerelmed hatalma” 5:09
10. La tierra de nunca jamás – „A soha többé földje” 5:29

Videóklip az Un pacto entre los dos és a Saliva című dalokhoz készült.